# Efebo de Anticitera

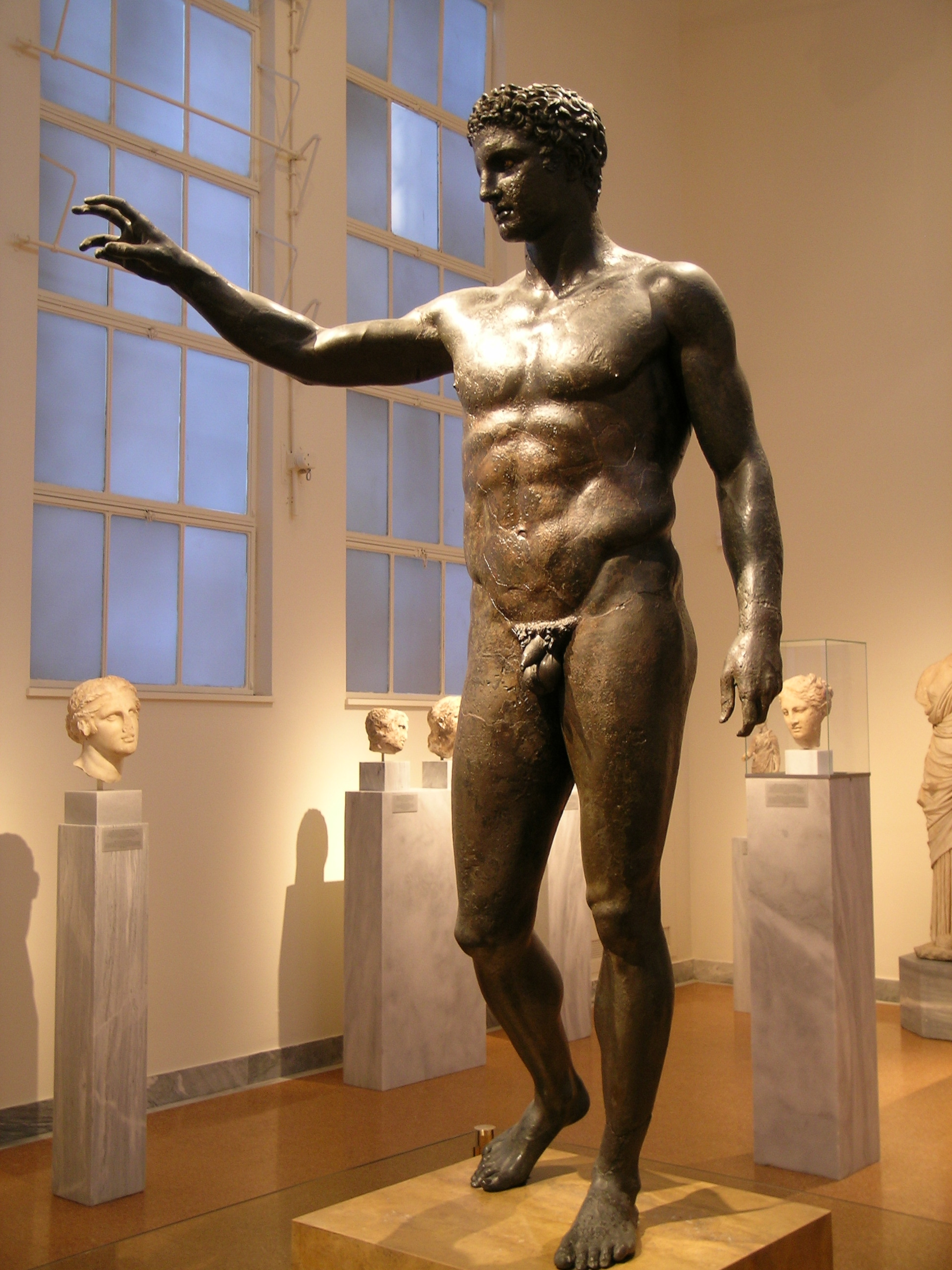
El Efebo de Anticitera.

El Efebo de Anticitera es una estatua en bronce de un joven de lánguida elegancia que fue hallado en 1900 por pescadores de esponjas en el área de un antiguo naufragio cerca de la isla de Anticitera, Grecia. Fue la primera de una serie de esculturas griegas de bronce recuperadas en el siglo XX en el Egeo y el Mediterráneo que ayudaron a cambiar sustancialmente la visión moderna de las esculturas de la antigua Grecia. El naufragio, datado en la década entre el 70-60 a. C., también reveló el mecanismo de Anticitera, un instrumento de cálculo astronómico, así como una característica cabeza en piedra de un filósofo estoico, y un gran número de monedas, entre las que había una desproporcionada cantidad de tetradracmas cistóforos pergamenses y monedas de Éfeso, llevando a los investigadores a suponer que el pecio habría comenzado su viaje en la costa jónica, quizás en la propia Éfeso; ningún elemento del cargamento recuperado ha sido identificado como procedente de la Grecia continental.
El Efebo mide 1,96 metros, un poco mayor que la estatura humana normal, y fue recuperado muy fragmentado. Su primera restauración, realizada poco después de su hallazgo, fue revisada en la década de 1950, bajo la dirección de Christos Karouzos, cambiando el foco de los ojos, la configuración del abdomen, la conexión entre el torso y la parte superior del muslo derecho, y la posición del brazo derecho. Esta nueva restauración se considera generalmente como acertada.
El Efebo no se corresponde con ningún otro modelo iconográfico conocido, no existiendo copias de este tipo. Sostenía un objeto esférico en su mano derecha, y posiblemente podría haber representado a Paris presentando la Manzana de la Discordia a Afrodita; sin embargo, debido a que Paris se representa tradicionalmente vestido y con el distintivo gorro frigio, otros investigadores sugieren que la imagen representa a un joven e imberbe Heracles sosteniendo la manzana de las Hespérides. También se ha sugerido que el joven representado es en realidad Perseo sosteniendo la cabeza de la gorgona Medusa. En cualquier caso, la pérdida del contexto del Efebo de Anticitera lo ha despojado de su significado cultural original.
El Efebo, datado por su estilo hacia el año 340 a. C., es una de las más brillantes producciones de la escultura peloponesa en bronce; la individualidad y el carácter que muestra han fomentado la especulación sobre su posible autor: quizás sea el trabajo del famoso escultor Eufránor, formado en la tradición policleta, quien realizó la escultura de Paris, de acuerdo con Plinio.
El Efebo de Anticitera se conserva en la actualidad en el Museo Arqueológico Nacional de Atenas.